# Bodeo Mod. 1889

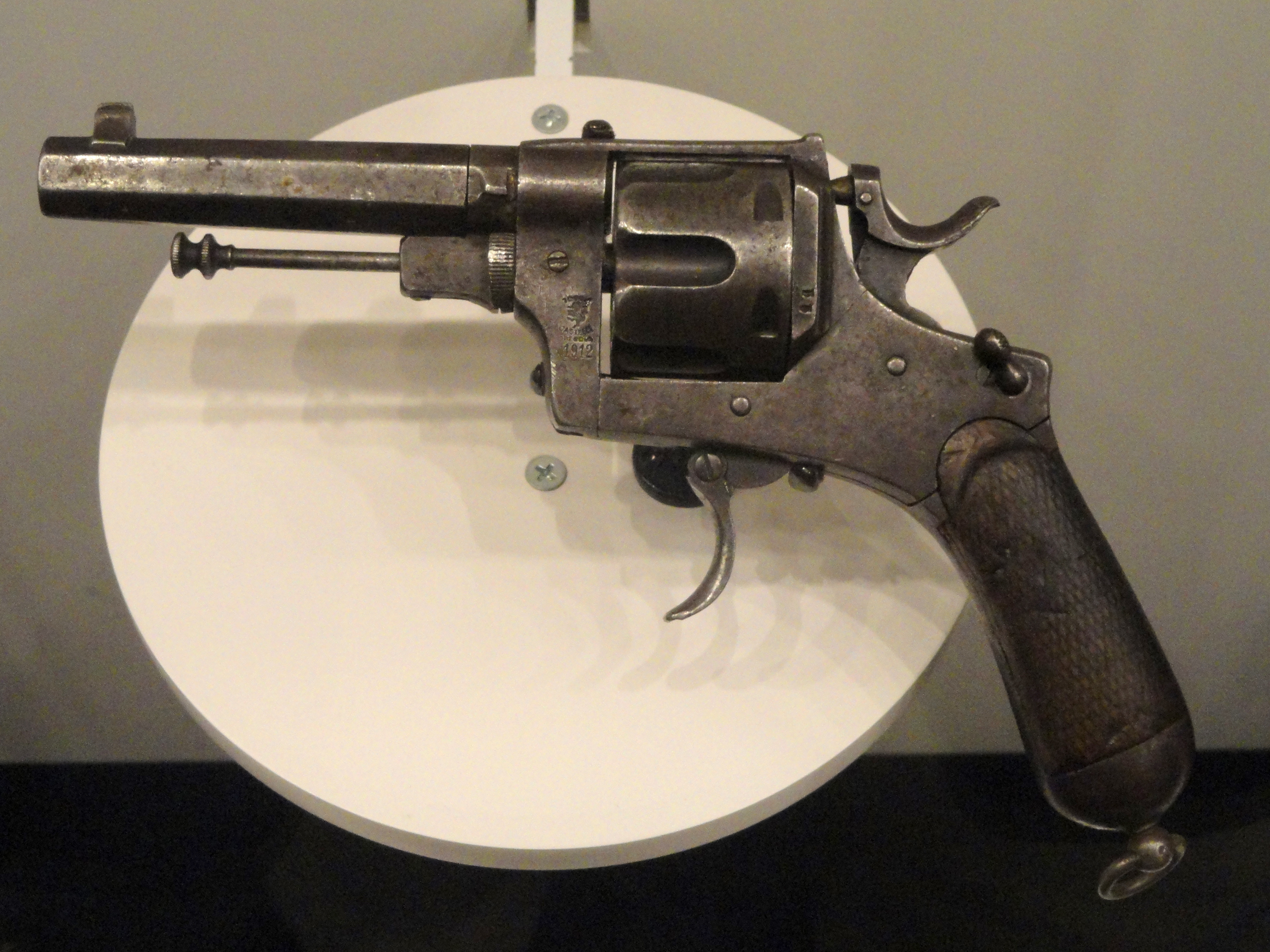
Revolver Bodeo modelo 1889.

Le Revolver d'ordonnance modelo 1889 fut conçu par Bodeo d'où son appellation populaire de Bodeo 1889. Il fut construit par de nombreux industriels italiens dont Glisenti entre 1889 et 1926 et aussi en Espagne entre 1915 et 1918. Il équipa l'armée italienne lors de la Grande Guerre et de la Seconde Guerre mondiale.

## Présentation
Dérivé mécaniquement du Chamelot-Delvigne, il fonctionne en double action avec un extracteur a baguette et une détente repliable sur certains modèles.

## Données numériques
- Munition : 10,35 mm Glisenti
- Barillet : 6 cartouches
- Canon : 11,4 cm
- Longueur : 23,5 cm
- Masse à vide : 910 g